# Krajevna skupnost Jarenina
Krajevna skupnost Jarenina este o localitate din comuna Pesnica, Slovenia.